# Welte-Mignon

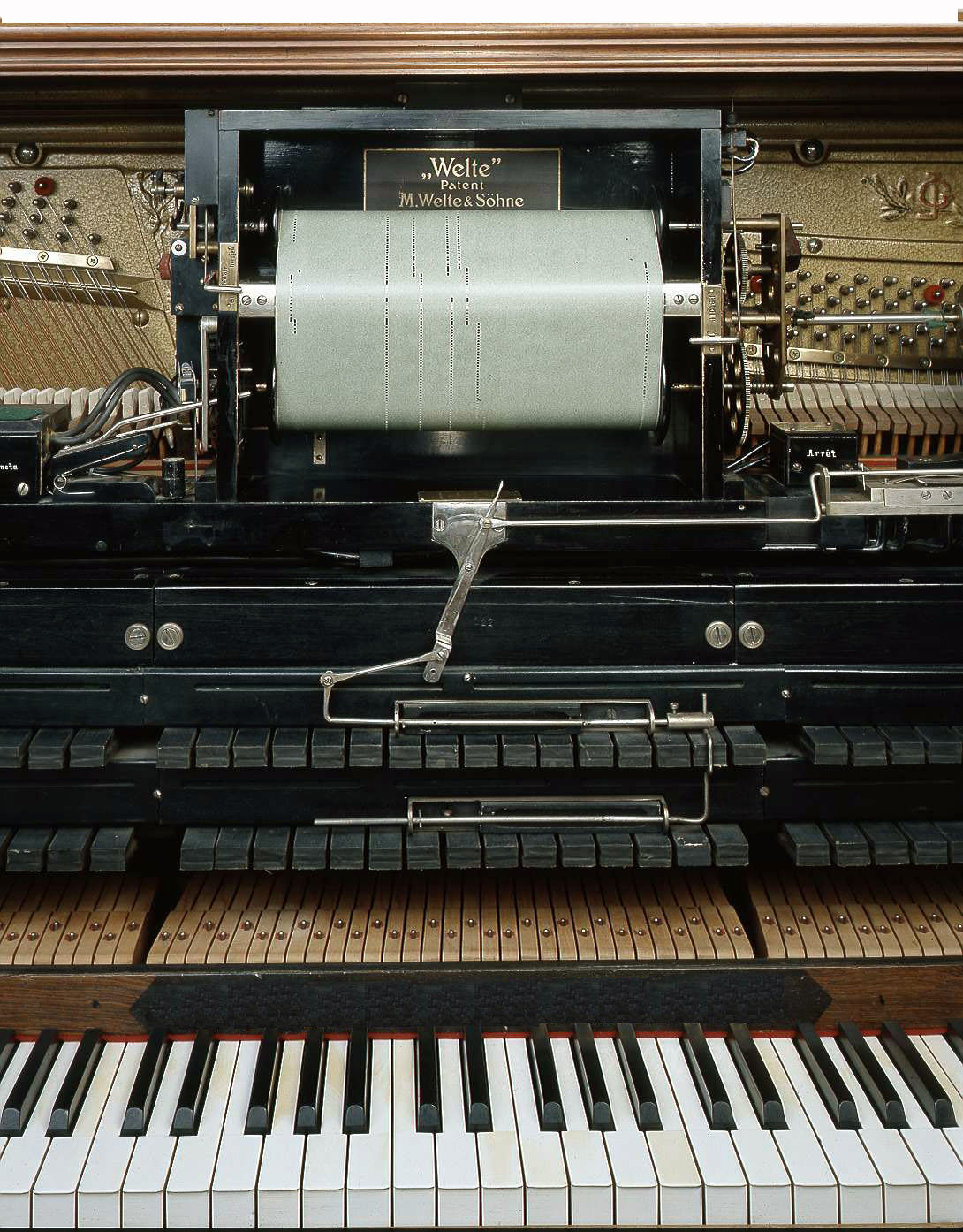
Piano reproductor Welte-Mignon de 1927.

El piano mecànic automàtic  Welte-Mignon  va ser el primer instrument musical mecànic que va fer possible la reproducció autèntica de peces musicals per a piano, un piano reproductor.

## Descripció i història
L'empresa de M. Welte & Söhne a Friburg de Brisgòvia, Alemanya era coneguda pels seus desenvolupaments en el camp de la reproducció mecànica amb l'ajut de dades i pels seus Orchestrions. També se la recorda pel procediment de reproducció que va ser patentat el 1904. Un any després el piano va entrar al mercat amb el nom de Mignon i poc després va ser rebatejat amb el nom de piano mecànic Welte-Mignon. Aquests instruments utilitzaven cintes perforades de paper, anomenat rotlle de notes o rotlle de pianola i van ser una creació col·lectiva d'Edwin Welte i Karl Bockisch. Amb això era possible reproduir molt fidelment la peça musical gravada per un pianista. Aquesta meravellosa tècnica va ser una sensació en el seu dia tal com ho és avui i permet amb pocs instruments en bon estat una reproducció autèntica dels enregistraments. Atès que els instruments com ara rotlles per a piano eren molt costosos, només van ser adquirits per la classe alta.

## Enregistraments dels pianistes icompositorsfamosos

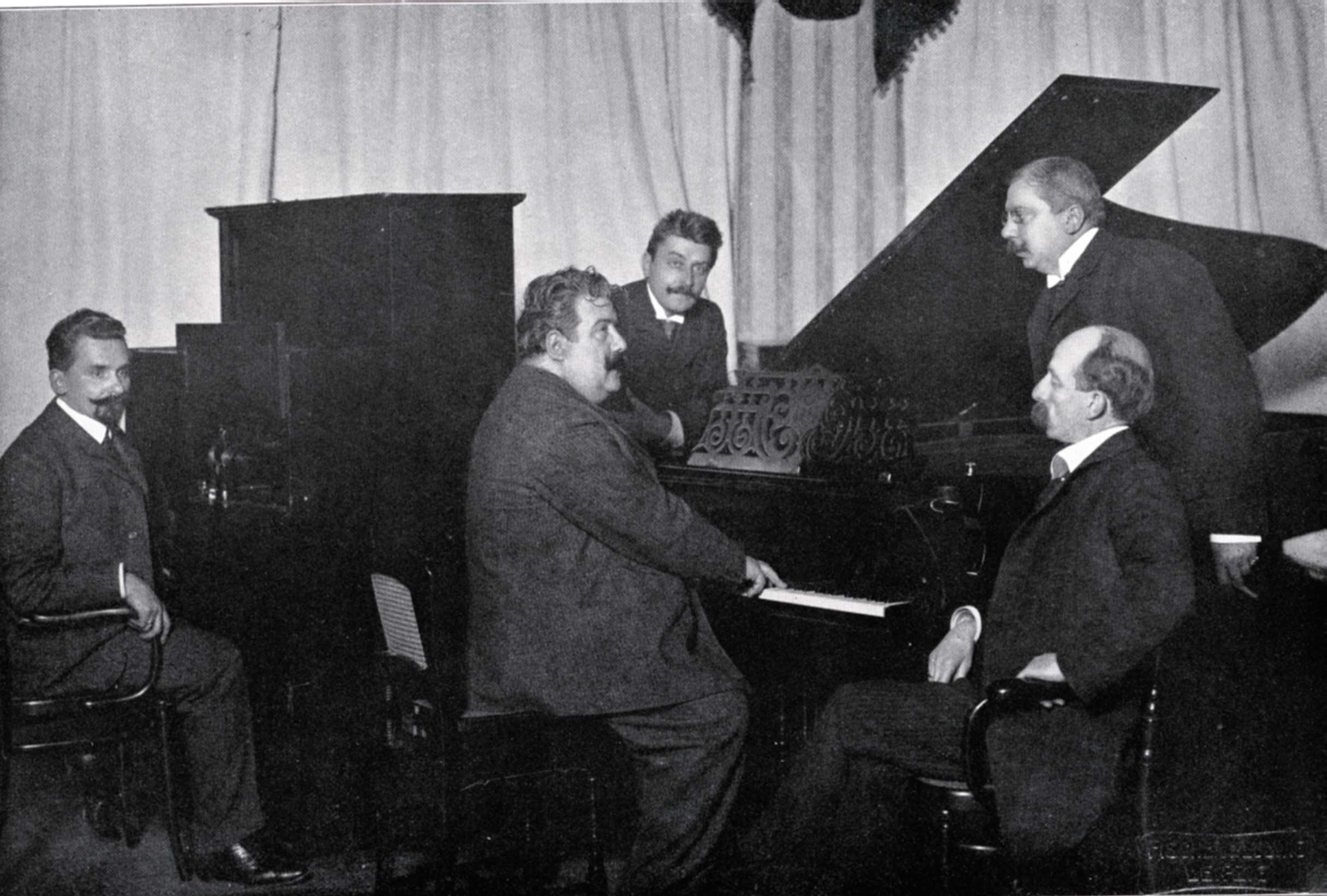
Ruggero Leoncavallo toca per Welte-Mignon el 8 de desembre de 1905.

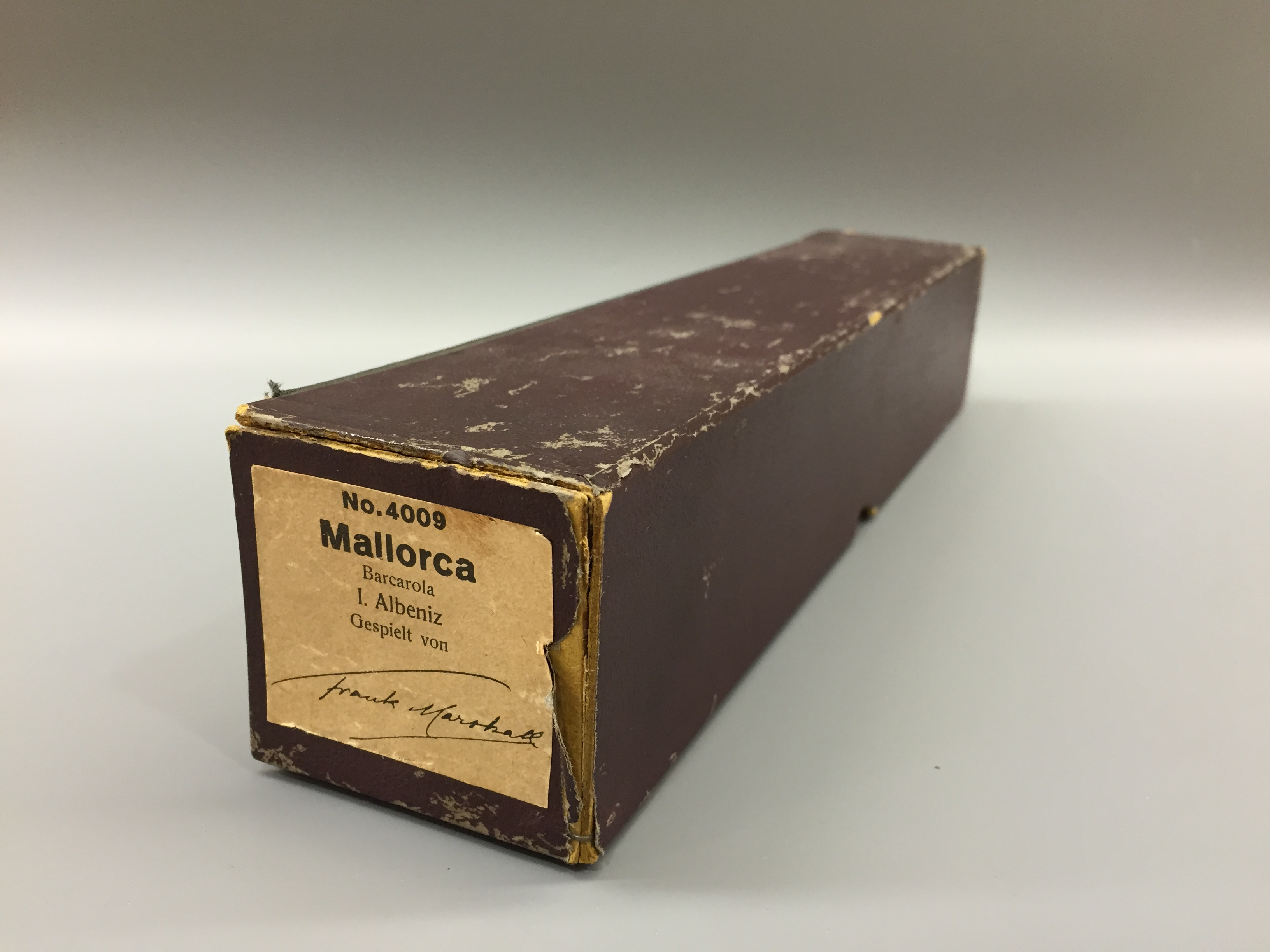
Rotlle de pianola Welte-Mignon, Mallorca: barcarola, d'Isaac Albéniz, interpretada per Frank Marshall

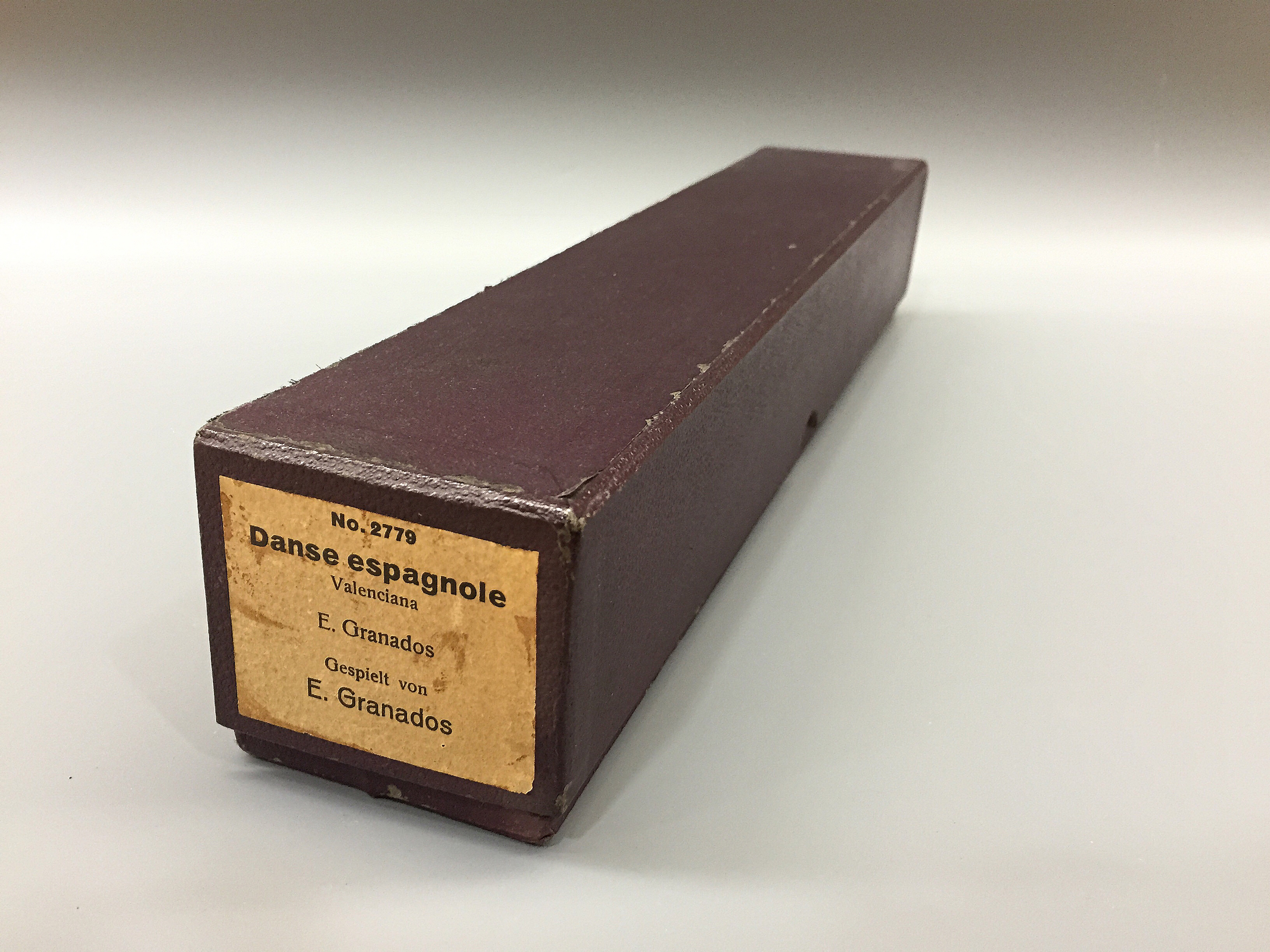
Rotlle de Welte-Mignon. Danse espagnole: Valenciana, d'Enric Granados, interpretada per ell mateix (rotlle d'artista)

L'any 1904 es van realitzar els primers enregistraments i els pianistes més famosos d'aquest temps van gravar les seves obres amb la casa Welte-Mignon. L'empresa Welte va treure al mercat 5.500 enregistraments fins a l'any 1932, entre elles òpera, música lleugera i música ballable.
Del 1905 a 1909 l'empresa va tenir un segon estudi de gravació a Leipzig. En el repertori de rotlles per a piano de Welte hi ha per exemple peces de Carl Reinecke, Ignacy Jan Paderewski, Ferruccio Busoni, Artur Schnabel, Edwin Fischer, Walter Gieseking i Enric Granados. El 1928 es van realitzar les últimes gravacions de música clàssica amb Rudolf Serkin, Lubka Kolessa i Vladimir Horowitz. A partir d'aquest moment fins al final de la producció de rotlles de pianola l'any 1932 es van gravar només obres de música lleugera.

## Composicions originals per al piano mecànic Welte-Mignon 1926
El 1926 Paul Hindemith, Ernst Toch i Gerhart Münch van compondre peces per al piano mecànic Welte-Mignon, les quals van ser presentades a la festa de música de cambra en Donaueschingen. L'estrena va ser el 25 de juliol. Aquestes obres musicals no es podien interpretar a mà. La possibilitat de crear gairebé qualsevol sèrie de tons per programar els rotlles per a piano, va donar als compositors una gran llibertat en la configuració del so. Les següents obres van ser estrenades:
Paul Hindemith:
- Rondó de música per a piano Op 37. editat per al piano mecànic.
- Tocata per a piano mecànic Op 40,1. composició original per Welte-Mignon

Ernst Toch:
- Estudi I. composició original per Welte-Mignon ( Studie I. Originalkomposition für Welte-Mignon )
- Estudi II. composició original per Welte-Mignon ( Studie I. Originalkomposition für Welte-Mignon )
- Estudi III. composició original per Welte-Mignon ( Studie I. Originalkomposition für Welte-Mignon )
- Estudi IV, El malabarista. (Editat per a piano mecànic) ( Studie IV, Der Jongleur. (Für mechanisches Klavier bearbeitet) )

Gerhart Münch:
- Sis estudis: Estudi polífono per a piano mecànic. Introduzione Maestoso - Prestissimo - Llarg - Jazz - Andantino - fugato. composició original per Welte-Mignon ( Sechs Studien: Polyphone Etuden für mechanisches Klavier. Originalkomposition für Welte-Mignon ).

## Composicions originals per al piano mecànic Welte-Mignon 1927
L'any següent va tenir lloc l'espectacle en Baden-Baden anomenat "Música de cambra alemanya a Baden-Baden 1927". Del 15 al 17 juliol 1927 músics de l'avantguarda van compondre peces per Welte-Mignon. Les obres van ser presentades en un concert el 16 de juliol de 1927.
George Antheil va arreglar la primera part del seu Ballett mécanique per al piano Welte-Mignon.
- Ballet mecànic, primera part, (editat per a piano mecànic)

Nikolai Lopatnikoff va escriure un scherzo i una tocata compostos només per a aquesta ocasió els quals va editar i va dibuixar en un rotllo per a piano.
- Tocata per a piano (editat pel compositor i dibuixat en un rotllo per a piano)
- Scherzo (composició original per a piano mecànic)

Hans Haass escriure una fugida-capriccio i un intermezzo, tots dos per a piano mecànic.
- Fuga-capriccio per a piano mecànic

A més es van estrenar peces d'Ernst Toch i Paul Hindemith per l'òrgan mecànic (Welte-òrgan-orquestra-filharmònica).
- Ernst Toch: Estudi per a òrgan mecànic
- Paul Hindemith: Suite per a orgue mecànic

## Intèrprets
- Arthur Nikisch toca per Welte-Mignon el 9 de febrer de 1906. Johannes Brahms:  Dansa hongaresa n° 5  *  3057 kB (?·pàg.)
- Arthur Nikisch toca per Welte-Mignon el 9 de febrer de 1906. Johannes Brahms:  Dansa hongaresa n° 6  *  2423 kB (?·pàg.)
- Ossip Gabrilowitsch toca per Welte-Mignon el 4 de juliol de 1905. Johannes Brahms:  Quatre peces per a piano, op. 119,3 Intermezzo  *  {{{2}}} (?·pàg.)
- Lubka Kolessa toca per Welte-Mignon el 1928 Frédéric Chopin:  Masurca núm. 2 en re major Op 33,2  *  [[Media:KolessaChopin33 2.ogg|]] (?·pàg.)